# A28FM
A28FM is een Nederlandse lokale omroep die uitzendt voor de gemeente Staphorst. Het station zendt 24 uur per dag een mix van nieuws, muziek en informatie uit. Er wordt op FM uitgezonden op de frequentie 106.6, kabel 104.1 en via internet.
De omroep werd in 2011 opgericht door Christiaan Keur in de rol van voorzitter, Harrie Vos in de rol van secretaris en Rutger Zandman in de rol van penningmeester.
A28FM is te ontvangen in de gemeente Staphorst en de wijde omgeving. De zender is een initiatief van Stichting Lokale Omroep Staphorst (SLOS), de licentiehouder voor de zendmachtiging voor de gemeente Staphorst. De stichting is ook lid van de OLON.
In december 2018 is besloten samen te gaan met DNO-radio (ZW-Drenthe en NW-Overijssel). De studio is verplaatst van Staphorst naar Zuidwolde (Dr.)
Voorzitter Christiaan Keur is hierbij meegegaan in het nieuwe bestuur van DNO de andere 2 leden namen afscheid van hun bestuurlijke rol.